# العسم (عمران)
العسم هي إحدى قرى الجمهورية اليمنية. وهي تتبع جغرافيًا لمحافظة عمران. وإداريًا لمديرية عمران. يبلغ تعداد سكانها 1339 نسمة حسب الإحصاء الذي جرى عام 2004.